# Шихо Кохата
Шихо Кохата (јап. 高畑 志帆; 12. новембар 1989) јапанска је фудбалерка.

## Репрезентација
За репрезентацију Јапана дебитовала је 2014. године. За тај тим одиграла је 2 утакмице.

## Статистика
| Јапан  | Јапан | Јапан |
| Год.   | Ута.  | Гол.  |
| ------ | ----- | ----- |
| 2014   | 1     | 0     |
| 2015   | 1     | 0     |
| Укупно | 2     | 0     |